# Col des Mosses
Le col des Mosses est un col routier des Préalpes vaudoises situé à 1 445 mètres d'altitude sur la commune d'Ormont-Dessous dans le canton de Vaud. Il relie Aigle, dans le Chablais vaudois, à Château-d'Œx dans le pays d'Enhaut.

## Activités

### Protection environnementale
À la suite de l'initiative de Rothenturm, une partie du col des Mosses est classée comme site marécageux d'importance nationale.

### Sports d'hiver
Les Mosses est la station de sports d'hiver située au col.

### Ascension cycliste

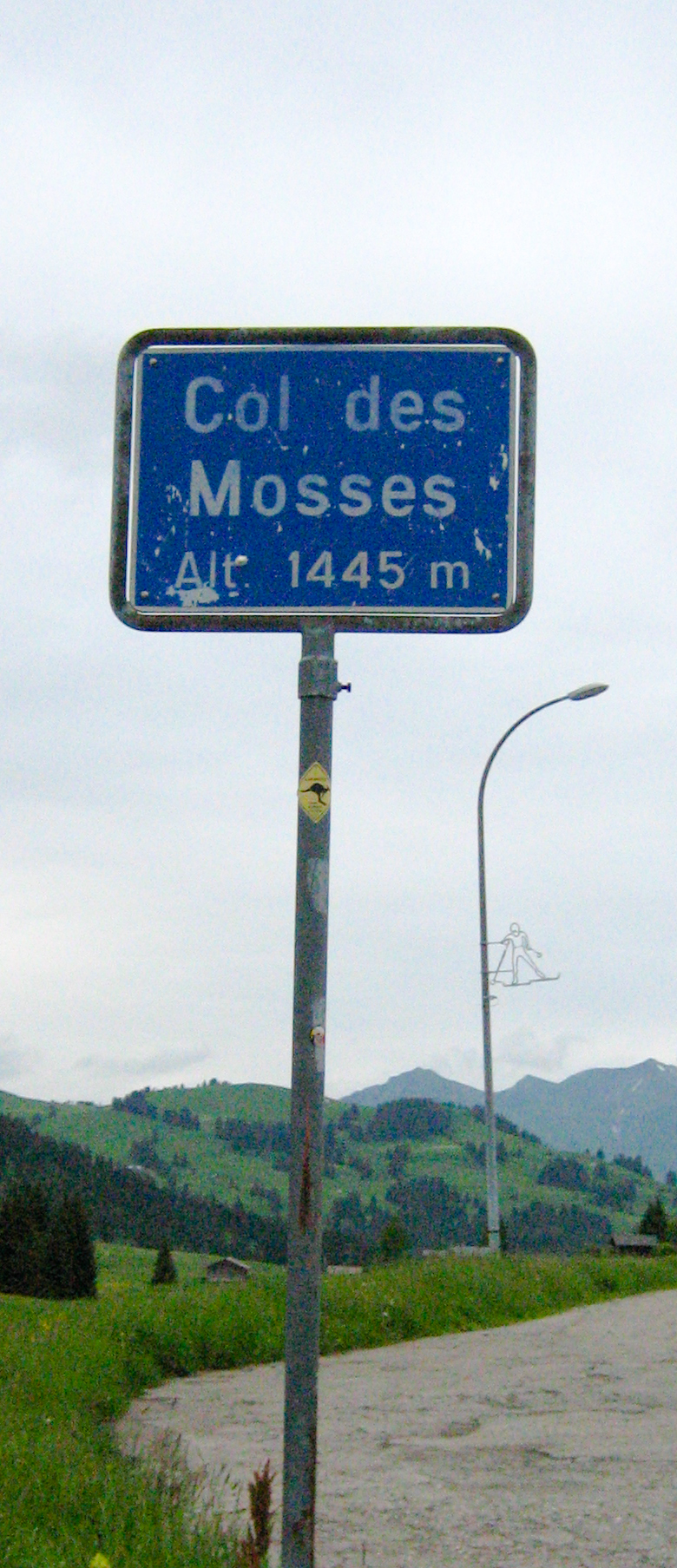
Panneau indiquant le col.

Le col des Mosses a été emprunté à 6 reprises par le Tour de France. Voici les coureurs qui ont franchi le col en tête.
| Année | Étape | Catégorie | 1er au sommet      |
| ----- | ----- | --------- | ------------------ |
| 1949  | 18e   | 2         | Jean Robic         |
| 1997  | 16e   | 3         | Stéphane Heulot    |
| 2000  | 17e   | 2         | Massimiliano Lelli |
| 2009  | 15e   | 2         | Pierrick Fédrigo   |
| 2016  | 17e   | 3         | Rafał Majka        |
| 2022  | 9e    | 2         | Pierre Latour      |

Le Tour de Romandie a notamment emprunté le col en 2000, 2008, 2012, 2013 et 2024. Il est également grimpé sur le Tour de Suisse, en 2010 puis en 2023 lors de la 3e étape.